# Adrian Grigorjevics Saposnyikov
Adrian Grigorjevics Saposnyikov (oroszul: Адриан Григорьевич Шапошников; Szentpétervár, 1887. június 10. – Moszkva, 1967. június 22.) orosz-szovjet zeneszerző.